# 1549 w literaturze
Wydarzenia literackie w 1549 roku.

## Nowe książki
- polskie
  - Stanisław ze Szczodrkowic Morawicki – Rozmowa nowa niektórego Pielgrzyma z Gospodarzem o niektórych cerymoniach kościelnych

## Nowe dramaty
- polskie
  - Mikołaj Rej – Kupiec, to jest Kstałt a podobieństwo Sądu Bożego ostatecznego

## Zmarli
- Elia Lewita, żydowski poeta